# Maria Lluïsa de Savoia, princesa de Lamballe
Maria Lluïsa Teresa de Savoia (Maria Luisa Teresa di Savoia; Torí, 8 de setembre de 1749 - París, 3 de setembre de 1792) fou una aristòcrata francesa, pertanyent a la Casa de Savoia per naixement i a la Casa de Borbó per casament. Com a Princesa de Lamballe va ostentar, d'ençà el seu naixement, el tractament protocol·lari de Sa Altesa Sereníssima.

## Joventut
Maria Teresa era filla de Lluís Víctor de Savoia, Príncep de Carignan, i de Cristina Enriqueta de Hessen-Rothenburg. Es va criar a Torí i fou educada en un règim molt rigorós i estricte, lluny de les intrigues i conspiracions de la cort de França. Era una nena dolça, prudent i pietosa, virtuts que van induir el Duc de Penthiève a escollir-la com a muller del seu fill Lluís Alexandre de Borbó, "Príncep de Lamballe". El príncep tenia una vida molt llibertina i el seu pare va pensar que una dona virtuosa podria aconseguir moderar els seus costums.

## Matrimoni
Maria Teresa es va casar l'any 1767 amb el Príncep de Lamballe, un dels homes més rics d'Europa, net del Comte de Tolosa i descendent directe de Lluís XIV i de la seva amant, Madame de Montespan. El matrimoni fou un rotund fracàs i Maria Teresa no va arribar a conèixer pas la felicitat. Molt aviat el príncep va tornar a prendre els seus hàbits i la va abandonar.
L'any 1768, quan la princesa comptava amb 19 anys, el seu marit va morir com a conseqüència d'una malaltia venèria. A partir de llavors, va viure amb el seu sogre i, ensems, es van dedicar a les obres benèfiques i de caritat.

## Vida a la cort
L'any 1770, el Delfí Lluís, futur Lluís XVI es va casar amb l'arxiduquessa Maria Antonieta d'Àustria, esdeveniment en el qual les dues dames es van conèixer. A partir de l'any 1771, la princesa va fer freqüents viatges a la cort i es va acostar a la Delfina, qui va veure en ella una amiga lleial i sincera. Quan Maria Antonieta va ascendir al tron, l'any 1774, va continuar mantenint la seva amistat amb Maria Teresa i els rumors d'una relació lèsbica van començar a enterbolir llur amistat. Mentrestant, la princesa va continuar observant un caràcter pietós i moderat, mentre que la reina es va anar tornant cada cop més frívola. L'any 1775, la reina li va oferir a la seva «amiga de l'ànima» un càrrec de superintendent del seu palau, el qual significava que havia de planificar les diversions de la reina, però aquesta de seguida es va adonar que la princesa era massa formal i s'avorria. Maria Antonieta va preferir la insolència de Madame de Polignac. Tot i que la reina la va abandonar, ella no la va oblidar pas, tot entenent durant un temps, que seria la comtessa de Polignac qui ocupés el seu lloc d'amiga de l'ànima. Per omplir el seu temps, la princesa va marxar al camp i enllà, hi va reprendre les seves activitats caritatives i va ingressar a la Francmaçoneria. L'any 1781 va ser nomenada directora de totes les lògies escoceses de França. 8 anys més tard, la revolució ja planava sobre França i la reina va començar a prendre consciència dels seus errors. Maria Antonieta es va tornar més prudent i es va acostar de nou a la Princesa de Lamballe, aproximació tant assídua que la comtessa de Polignac va abandonar Versalles i a la reina.

## Durant la revolució
A l'octubre de 1789, la família reial va tornar a París i la princesa va anar amb ells a la residència de les Teuleries. La princesa fou una de les darreres persones amb qui la reina va poder comptar i llur amistat esdevingué més íntima. L'any 1791, la reina va informar la princesa del seu projecte de fugir de França. La família reial va ser detinguda a Varennes. La princesa va aconseguir sortir de França i va cercar refugi a Anglaterra. Durant aquest temps, es van enviar abundant correspondència, a la qual la reina li feia constar els seus sentiments: «Em cal la vostra tendra amistat, la meva us la demostraré quan us vegi», va escriure Maria Antonieta el juny de 1791.

## Mort
A finals d'aquell mateix any, la reina va pregar a la princesa que no tornés pas a París, però aquesta, amoïnada per la sort de la seva amiga, va abandonar Anglaterra i va tornar a les Teuleries.
Existeix una versió que diu que ella va rebre una carta de França, suposadament de Maria Antonieta, amb data del 14 d'agost. La carta era curta i estava escrita amb mà tremolosa i a la qual ella li pregava «Vine a mi tantost, estic en greu perill». Quan Maria Antonieta va veure a la seva amiga es va sorprendre i li va preguntar perquè havia tornat a París. Llavors totes dues es van adonar que la carta era falsificada i van arribar a la conclusió que la persona qui més es beneficiava de la mort de la princesa era el Duc d'Orléans, el seu cunyat. Maria Teresa, vídua de l'únic fill del fabulosament ric Duc de Penthièvre, hauria hagut de compartir les riqueses amb l'únic fill del duc d'Orléans. La baronessa de Courtot va recordar com Maria Teresa va dir: «Philippe d'Orléans: això és fet per ell».
El 10 d'agost de 1792, una multitud va envaïr el palau i la princesa, en seguint a la Família Reial, es va refugiar a l'Assemblea Nacional. Allà es va produir el derrocament dels reis i es va decidir conduir-los al Temple, essent també arrestada la princesa. Deu dies més tard, van separar als membres de la Família Reial i les dues amigues es van veure obligades a acomiadar-se. La princesa fou traslladada a la presó de la Forcé.
El 2 i el 3 de setembre de 1792, una multitud va assaltar les presons i la princesa fou una de les víctimes de les anomenades massacres de setembre. Els seus botxins es van acarnissar amb el seu cos i amb la imatge que representava. La princesa fou decapitada i el seu cos va ser sotmès a diverses vexacions; molts van sucar pa a la sang de la princesa abans de menjar-se'l, d'altres van emprar la seva pell, altres van esquarterar el seu cadàver que primer va ser arrossegat fins al Palau Reial, residència de la dama d'Orléans. El seu cap fou pentinat i la seva cara maquillada abans de posar-lo a la punta d'una pica que, a continuació, van passejar davant les finestres de la presó darrere les quals hi era presonera Maria Antonieta. La reina no va arribar a veure-ho pas però, sorpresa per la cridòria, va preguntar al seu carceller què succeïa, a la qual cosa ell va contestar: «És el cap de Madame Lamballe, el qual han volgut venir a ensenyar-vos». Maria Antonieta, en conèixer aquesta notícia, va patir un desmai, fet sobre el qual anys després la seva filla va dir: «Va ser el primer cop que vaig veure a ma mare perdre les seves forces". La princesa fou una amiga fidel fins al final, tot i les catastròfiques conseqüències dels seus actes.

## Filmografia
| Any  | Pel·lícula                       | Director                          | Actriu           |
| ---- | -------------------------------- | --------------------------------- | ---------------- |
| 1929 | Le Collier de la reine           | Tony Lekain i Gaston Ravel        | Jeanne Evrard    |
| 1938 | Maria Antonieta                  | W. S. Van Dyke                    | Anita Louise     |
| 1946 | L'Affaire du collier de la reine | Marcel L'Herbier                  | Florence Lynn    |
| 1954 | Si Versailles m'était conté      | Sacha Guitry                      | Marie Sabouret   |
| 1989 | La Révolution Française          | Robert Enrico i Richard T. Effron | Gabrielle Lazure |
| 2006 | Maria Antonieta                  | Sofia Coppola                     | Mary Nighy       |